# 10 Canis Majoris
10 Canis Majoris, som är stjärnans Flamsteed-beteckning, är en ensam stjärna, belägen i den södra delen av stjärnbilden Stora hunden. och har även variabelbeteckningen FT Canis Majoris. Den har en genomsnittlig skenbar magnitud av ca 5,23 och är svagt synlig för blotta ögat där ljusföroreningar ej förekommer. Baserat på parallax enligt Gaia Data Release 2 på ca 1,8 mas, beräknas den befinna sig på ett avstånd på ca 1 800 ljusår (ca 560 parsek) från solen. Den rör sig bort från solen med en heliocentrisk radialhastighet på ca 34 km/s.

## Egenskaper
10 Canis Majoris är en blå till vit stjärna i huvudserien av spektralklass B2 V och en Be-stjärna. Hiltner et al. (1969) betecknade den B2 IIIe, vilket fortfarande används i vissa studier. Den har en massa som är ca 19 solmassor, en radie, som är ca 10 solradier och utsänder från dess fotosfär ca 44 000 gånger mera energi än solen vid en effektiv temperatur av ca 25 000 K.
10 Canis Majoris roterar snabbt med en projicerad rotationshastighet på 205 km/s och en rotationsperiod på 2,63 dygn. Detta ger den en något tillplattad form med en ekvatorialradie som är 5 procent större än polarradien. Rotationsaxeln lutar med en vinkel av 45° mot siktlinjen från jorden. Samus et al. (2017) klassificerar den som en variabel stjärna av eruptiv typ, en Gamma Cassiopeiae-variabel (GCAS). Den varierar från en skenbar magnitud av 5,13 ner till 5,44 med en rotationsmodulerad period av 2,63 dygn.
10 Canis Majoris har en visuell följeslagare av magnitud 12,58 med en vinkelseparation av 37,3 bågsekunder vid en positionsvinkel på 99°, år 2015.